# Gornji Dragičevci
Gornji Dragičevci je naselje u Republici Hrvatskoj, u sastavu Grada Čazme, Bjelovarsko-bilogorska županija. 

## Stanovništvo
Prema popisu stanovništva iz 2001. godine, naselje je imalo 121 stanovnika te 46 obiteljskih kućanstava.

Prema popisu stanovništva 2011. godine naselje je imalo 119 stanovnika.
| broj stanovnika | 190   | 210   | 230   | 292   | 309   | 352   | 369   | 371   | 241   | 223   | 199   | 164   | 140   | 121   | 121   | 119   | 113   |
|                 | 1857. | 1869. | 1880. | 1890. | 1900. | 1910. | 1921. | 1931. | 1948. | 1953. | 1961. | 1971. | 1981. | 1991. | 2001. | 2011. | 2021. |